# Communauté haïtienne du Québec
La communauté haïtienne du Québec est composée de toute personne d'ascendance haïtienne qui s'est établie au Québec. C'est l'une des principales communautés culturelles du Québec.

## Histoire

### Période coloniale
À la suite des demandes du conseil souverain de la Nouvelle-France, le roi Louis XIV permet, le 1er mai 1689, l'importation d'esclaves noirs en Nouvelle-France, plus précisément au Canada,. Les personnes noires esclavagées en Nouvelle-France provenaient souvent d'Afrique, des colonies anglaises, de la Louisiane et des Antilles françaises, dont Saint-Domingue, l'État prédécesseur de Haïti,,. En 1728, le premier esclave noir originaire de Saint-Domingue est recensé. 
La venue d'esclaves noirs de Saint-Domingue au Canada s'est poursuivie sous le régime britannique. De 1760 à 1834, dans la population noire esclavagée de Montréal, au total cinq venaient de la colonie de Saint-Domingue, soit environ 3 % des esclaves de Montréal.

### Période duvalienne
En 1957, François Duvalier accède à la présidence haïtienne et instaure un régime répressif et dictatorial en Haïti qui aboutira en 1986 avec le départ de Jean-Claude Duvalier. Plusieurs fuient cette dynastie et émigrent. Il y aura principalement deux vagues d’immigrants haïtiens qui s’installeront au Canada, plus précisément à Montréal.
La première vague débute dans les années 1960 durant les Trente Glorieuses. Elle est composée d'exilés issus de l'élite haïtienne principalement visée par les Tontons Macoutes et la politique noiriste de François Duvalier. Ces réfugiés sont pour la plupart des travailleurs qualifiés (médecins, infirmiers, enseignants, techniciens), éduqués et francophones dont les compétences sont reconnues à Montréal. Beaucoup d'entre eux se font embaucher dans des métiers professionnels tels que médecin, professeur, ingénieur et infirmier et ils se sont bien intégrés au marché du travail. Ces exilés contribuent à l'expansion du service public québécois et répondent au besoin du gouvernement provinciale d'une main-d'œuvre qualifiée et francophone. Néanmoins, la majorité d'entre eux espéraient pouvoir un jour retourner dans leur pays natal et y participer à sa reconstruction.
L'exil d'environ 80 % de ses professionnels a bouleversé l'économie haïtienne: au moins 52 % de la population haïtienne est au chômage ou en sous-emploi. En 1971, François Duvalier décède et passe le flambeau à Jean-Claude Duvalier qui continue la répression politique,.
La seconde vague commence dans les années 1970, où il y a eu deux chocs pétroliers. Elle est composée d'immigrants pauvres, peu scolarisés, uniquement créolophones, d'origine ouvrière ou paysanne attirés à Montréal par des liens familiaux cherchant à survivre et à sortir de la misère. Elle a moins de ressources matérielles et culturelles que la précédente et n'a souvent pas de statut légal en matière d'immigration,,. Ces immigrants ne trouvent, en majorité, que des emplois dans les services domestiques, le secteur manufacturier et dans l'industrie du taxi. Les travailleuses domestiques haïtiennes étaient très prisées par les riches familles blanches canadiennes-françaises d'Outremont et de Montréal à cause de leur habileté présumée à parler français et de leur supposée proximité culturelle. Certaines de ces familles allaient même dans l'illégalité ou le lobbying politique pour en avoir une,,. Ces domestiques haïtiennes étaient obligées travailler 100 heures par semaine pour 25 $ par mois dans des conditions qualifiées de « quasi-esclavage » et elles ne portaient pas plainte quand une agression survenait sous peine de perdre leur emploi et par peur d'être déportées. Cette seconde vague a été victime de toutes sortes de formes de racisme anti-noir: discrimination à l'embauche, discrimination au logement, micro-agressions raciales, profilage racial, brutalité policière, discrimination linguistique, etc. Elle fut associée au crime, à la délinquance, la maladie et à la violence,.

#### La crise des 1500 ou la crise de 1974
En 1967, le gouvernement libéral de Lester B. Pearson instaure le Règlement sur l’immigration qui met en place une nouvelle sélection d'immigrants sur un système de points  afin de réduire la discrimination raciale et ethnique et de maximiser la contribution économique potentielle que les candidats peuvent apporter. Le mois suivant, la section 34 de La Loi sur la Commission d’appel de l’immigration permet aux visiteurs de demander le statut d'immigrant reçu ou de résident permanent avec droit d'appel résultant à des files d'attente qui s'éternisent et à des retards de masse,,.
Le 3 novembre 1972, le gouvernement libéral de Pierre Elliott Trudeau révoque le droit de faire une demande à l'intérieur des frontières canadiennes par décret. Six jours plus tard, Paul Déjean fonde le Bureau de la communauté chrétienne des Haïtiens de Montréal pour soutenir sa communauté. Le 27 juillet 1973, le gouvernement fédéral modifie la Loi sur la Commission d’appel de l’immigration et réduit le droit d'appel qu'aux immigrants à résidence fixe, aux personnes venant au Canada avec un visa et aux réfugiés de « bonne foi » . Le 15 août 1973, avec l'adoption de la loi C-197, Pierre Elliott Trudeau et Robert Andras lancent le Programme de modification du statut ou l'Opération mon pays rendant possible la régularisation de toutes personnes venues en tant que visiteur ou ayant franchi la frontière irrégulièrement avant le 30 novembre 1972. Ces derniers ont jusqu'au 15 octobre 1973 pour faire leur demande,. Ceux qui sont arrivés après le 30 novembre 1972 n'ont aucun recours.
Entre le 30 novembre 1972 et le 15 août 1973, près de 1 500 migrants haïtiens entrent au Canada en tant que visiteurs pour pouvoir faire une demande de statut d'immigrant sur place ignorant les nouvelles politiques d'immigration du Canada, car les agences de voyages ont continué de leur vendre des billets d'avion tout en perpétuant le faux espoir d'une régularisation facile et rapide.
À l'automne 1974, 90 % des appels auprès de la Commission d'appel de l'immigration sont refusés et les déportations augmentent. Un sentiment de panique, de vulnérabilité et de « déportabilité » s'installe chez la communauté haïtienne dont certains craignaient une mort certaine en Haïti. La presse rapporte des situations où des officiers de l'immigration sont entrés dans des maisons privées et des lieux de travail à la recherche de sans-papiers ; des Haïtiens sur le point d'être déportés témoignent de leur histoire et des cas de Haïtiens déportés emprisonnés dès leur arrivée sont relatés. Le Bureau de la communauté chrétienne des Haïtiens de Montréal a été perquisitionné par la Gendarmerie Royale du Canada pour être suspecté d'avoir aidé Frantz Nelson, un immigrant haïtien sans-papiers.
En fin septembre 1974, Paul Déjean, cofondateur du Bureau de la communauté chrétienne des Haïtiens de Montréal et exilé haïtien, mobilise des syndicats, le clergé, des institutions scolaires, des partis politiques, des organisations sociales et professionnelles et crée le Comité Anti-Déportation. Ce comité, sous le commandement de Paul Déjean, organisait une massive campagne de sensibilisation auprès des médias, surnommée Opération 1500. Pour contrer la déportation des 1500 Haïtiens, Paul Déjean avance les deux arguments suivants : le danger que représente le régime de Jean-Claude Duvalier et la francophonie que partagent les Haïtiens et les Franco-Québécois. En faisant un usage stratégique du nationalisme québécois, Paul Déjean obtient le support du mouvement nationaliste québécois désireux d'une augmentation de l'immigration francophone au Québec.
La presse écrite fut l'un des principaux moyens de sensibilisation, de dénonciation et de mise en lumière des enjeux de cette crise. Déjà en 1973, Franklin Midy dénonce les politiques néo-coloniales qu'entretiennent le Québec et le gouvernement fédéral avec Haïti, le soutien qu'apportait le ministère du tourisme du Québec et des compagnies québécoises, comme Québecair, au régime des Duvalier et la présence de missionnaires québécois en Haïti. Le 2 mai 1974, Paul Déjean rappelle dans une lettre ouverte à Jean Bienvenue, ministre de l'Immigration du Québec, le désir du ministre de vouloir attirer plus d'immigrants francophones au Québec et de donner au Québec une politique d'immigration indépendante et que c'est dans son meilleur intérêt de garder ces « travailleurs honnêtes, paisibles. industrieux » et qui « ne demandent pas mieux que d'être admis a s'adapter à leur nouvelle condition ». Il dénonce aussi le fait que l'Agence canadienne de développement international et autres organismes canadiens et québécois financent certaines dictatures du Tiers-Monde au nom du « développement », tout en imposant des obstacles aux personnes voulant fuir l'oppression politique et économique à laquelle ils ont contribué,. Le 30 septembre 1974, Renaud Bernardin dénonce dans le Le Devoir les relations néocoloniales qu’entretiennent le Québec et ses missionnaires avec Haïti,. Le 2 novembre 1974, Karl Lévêque, cofondateur du Bureau de la communauté chrétienne des Haïtiens de Montréal et prêtre jésuite haïtien de gauche dénonce, dans un éditorial du Devoir, le silence des diplomates canadiens d'Ottawa et de Port-au-Prince, des intellectuels haïtiens vivant au Québec ayant « tourné la page sur ce pays de cauchemar » et ne voulant pas renoncer à leurs nouveaux privilèges, des hommes d'affaires québécois qui exploitent la main-d'œuvre à bon marché haïtienne responsables de l'inflation à 300 % en Haïti et contributeurs du « développement du sous-développement » en Haïti, des missionnaires québécois en se demandant: « Pourquoi ne viennent-ils pas confesser que leur grande mission éducative en Haïti s'est avérée un échec monumental ? ». De plus, il témoigne des tentatives de muselage dont il a été victime,,. Le 9 novembre 1974, Serge Baguidy-Gilbert rédige une lettre ouverte à Pierre Elliott Trudeau et Robert Andras où il témoigne, malgré les risques que lui et sa famille peuvent courir, de son temps en prison et de la torture qu'il a subie, il demande aux destinataires de ne pas les renvoyer au abattoir ou du moins les supplie de les armer avant de les déporter,. Le 11 novembre 1974, les 500 femmes membres du Congrès des femmes noires du Canada écrivent une lettre ouverte à Pierre Elliott Trudeau, Margaret Trudeau, Jean Bienvenue, Robert Bourassa et Jean-Claude Duvalier demandant la fin des déportations des immigrants haïtiens et la libération des prisonniers politiques et des personnes qui ont été récemment déportées. Elles parlent également d'intersectionnalité et dénoncent le mythes de l'exceptionnalisme et de la tolérance canadiennes,. Le 16 novembre 1974, dans un éditorial s'adressant à Pierre Elliott Trudeau, Anthony Phelps dénonce l'égoïsme et la mauvaise foi du gouvernement fédéral et ainsi la barbarie de la famille Duvalier,.
Cette campagne de sensibilisation porte fruit et réussit à mettre la question de l'immigration des sans-papiers au centre du débat public québécois. En effet, une personne membre de la réserve crie d'Attawapiskat envoya une lettre et un chèque à un comité anti-déportation; des pétitions demandant l'annulation des déportations circulent dans toute la société civile québécoise; des travailleurs s'indignent que leur collègue haïtien René Joseph aie été déporté et envoient une pétition à Robert Andras,; la Ligue des droits de l'homme et la Confédération des syndicats nationaux dénoncent les actions du gouvernement et demandent qu'un statut légal soit accordé aux 1500 Haïtiens. En décembre 1974, près de 21 organisations de domaines variés condamnent publiquement la politique du gouvernement.
À cause de la présence de banques canadiennes, comme la Banque royale du Canada ou la Banque de Nouvelle-Écosse entreprises canadiennes et de l'Agence canadienne de développement international en Haïti et des liens économiques qu'entretiennent Haïti et le Canada,. En décembre 1974,Robert Andras fait un compromis: il déclare qu'un « grand nombre » d'Haïtiens pourront rester, mais pas en tant que réfugiés, mais pour cause de « difficultés inhabituelles ». Environ 55 % des 1 500 migrants haïtiens verront leur ordre de déportation suspendu ou obtiendront le statut de résident permanent. Le reste sera déporté, décidera de tomber dans la clandestinité ou s'enfuira pour tenter leur chance ailleurs.

#### Les «boat people» de l'air
Le 20 février 1978, Bud Cullen (en), ministre fédéral de l'Immigration, et Jacques Couture, ministre provincial de l'Immigration signent l'« Entente Couture-Cullen » délégant à la province de Québec la responsabilité des immigrants économiques au Québec. Le 29 octobre 1978, Air Canada inaugure le premier vol direct entre Montréal et Port-au-Prince,,. Cela a pour effet d'augmenter l'immigration haïtienne d'une manière exponentielle. De janvier 1979 à juin 1979, au moins 100 Haïtiens arrivent à Montréal par semaine et en 1980, il y a 2 000 Haïtiens sans titre de séjour que dans la province de Québec selon Service secours haïtien. Le 30 octobre 1979, dans un éditorial du Devoir, Paul Déjean réfère à cette vague d'Haïtiens comme des « boat people de l'air » ou « réfugiés de l'air » en référence à la situation contemporaine des boat-people haïtiens voulant atteindre les États-Unis par la mer. Les déportations et les raids augmentent, les citoyens sont encouragées à dénoncer des sans-papiers pour une récompense de 50 $. Le 20 juin 1979, des policiers du Service de Police de la Communauté Urbaine de Montréal raide le parc Sainte-Bernadette, fréquenté par la communauté haïtienne, et se mettent à matraquer, battre, arrêter, humilier, lancer des injures racistes contre les personnes noires présentes dans le parc,. Le 9 juillet 1980, 54 touristes haïtiens qui ont débarqué à l'aéroport de Mirabel sont détenus par les inspecteurs de l'immigration sous prétexte qu'il ne sont pas là de « bonne foi », le tiers d'entre eux sera déporté. Des cas de suicide de ressortissants haïtiens, tel celui de Pierre Fils Innocent, et de profilage racial, comme celui dont a été victime Dr. Louis Roy, sont relayés dans la presse,.
Vers le 7 juillet 1980, Daniel Narcisse, directeur-général de l'organisme sans but lucratif Service secours haïtien réclame, dans une supplique aux gouvernements fédéral et provincial, une amnistie générale pour les ressortissants haïtiens sans papier. Le 11 juillet, Jacques Couture lui répond en expliquant que l'amnistie est du domaine fédéral et en reconnaissant ces migrants haïtiens en tant que réfugiés politiques. Le 20 août 1980, à la suite des propos pro-duvaliéristes du député péquiste Jean Alfred, Érick Antoine d'Haïti-Presse, Charles David (journaliste et écrivain haïtien) d'Alternatives Caraïbes, Émile Ollivier de Collectifs Paroles, Jacquelin Télémaque de la Maison d'Haïti, Paul Déjean du Conseil d'administration du Bureau de la communauté chrétienne des Haïtiens de Montréal et Alphonse Boisrond du Mouvement fraternité Haïti-Québec cosignent la Déclaration sur les réfugiés haïtiens qui dénonce les paroles de Jean Alfred et la collaboration qu'a le Canada avec Jean-Claude Duvalier et réclame l'accueil « avec justice et compréhension, sans arrogance et sans mépris » des réfugiés haïtiens au Canada.
Pendant les 11 et 12 septembre 1980, le rapport de l'enquêteur spécial jésuite Julien Harvey, nommé par Jacques Couture le 2 juillet 1980, est publié dans Le Devoir. Le rapport Harvey exigeait, entre autres,:
- une enquête publique sur le fonctionnement de l’Agence canadienne de développement international en Haïti;
- l’amnistie générale des Haïtiens clandestins qui recevrons tous un Certificat de sélection du Québec ou soit un changement de statut massif des Haïtiens clandestins en tant que « personnes en détresse »;
- l'amalgame des réfugiés politiques et des migrants économiques haïtiens puisqu'ils fuient la même persécution;
- la mise en place d'un visa pour les personnes venant d'Haïti;
- une reconnaissance discrète des demandes d'asile politique d'Haïti;
- une campagne d'information orchestrée par l’ambassade du Canada à Port-au-Prince sur la politique d'immigration du Canada;
- la mise en valeur la culture haïtienne au Québec;
- la subvention de recherches scientifiques cherchant à améliorer l'adaptation des Haïtiens québécois et à déconstruire certains préjugés;
- l'introduction de Centres d'orientation et de formation des immigrants adapté aux créolophones.

Le 24 septembre 1980, le gouvernement fédéral annonce un programme de régularisation pour les Haïtiens sans papier étant arrivés avant le 24 juin 1980 et ayant restés au Québec jusqu'au 24 septembre 1980 sans statut. Ils ont jusqu'au 23 décembre pour s'inscrire et se feront accorder des Certificats de Sélection du Québec et on jusqu'au 26 décembre pour le faire. Cinq organismes seront accrédités pour les inscriptions, entre autres, la Maison d'Haïti, le Bureau chrétien de la communauté haïtienne de Montréal et le Centre d'orientation et de formation des immigrants. Au bout du compte, 4000 Haïtiens sans papier seront régularisés,,,.

#### La crise des taxis haïtiens
Le 1er avril 1982, Transports Canada augmente le coût annuel du permis d'exploitation de taxis pour l'aéroport Dorval à 1 200 $ au lieu 75¢ par voyage et seulement 225 permis seront octroyées au moyen d'un tirage au sort,. Cette mesure touche disproportionnellement les chauffeurs de taxi haïtiens n'ayant pas forcément les moyens de payer une telle somme et ces derniers la voient comme un moyen de se débarrasser des chauffeurs noirs de l'Aéroport Dorval. En effet, a proportion de taximans noirs passe d'entre 90 % à 85% de 2 à 3 % des taximans avant cette mesure et aux alentours de 3% après cette mesure,,.
Le 5 juillet 1982, l'entreprise SOS-Taxi congédie Wesner Jean-Noël et une vingtaine d'autres chauffeurs noirs sous prétexte que leurs clients ne désirent pas d'être conduits par un chauffeur noir. Taxi Moderne perd près de 80 de ses employés blancs à l'entreprise de taxi ségrégée l'Association coopérative de taxi de l'est de Montréal qui n'emploie aucune personne noire,. En réponse au congédiement, le 11 juillet 1982, 150 chauffeurs de taxi haïtiens et crée un comité de neuf personnes qui prendra en charge de l'Association haïtienne des travailleurs de taxi et qui parlera en leur nom au Bureau chrétien de la communauté haïtienne de Montréal de Paul Déjean. Le jour même de sa formation, ce comité envoie notamment une lettre de protestation au gérant de SOS-Taxi, Benoît Leclerc,. Il portera aussi leurs doléances à Michel Clair, ministre des Transports, pour le respect de la loi et à la fin de la discrimination contre les chauffeurs de taxi noirs. Le 13 juillet 1982, deux jours plus tard, près de 50 chauffeurs haïtiens créent le Collectif des chauffeurs de taxi noirs du centre-ville. Ce collectif mettra en lumière le harcèlement qu'entreprend la force police contre les taximans haïtiens, documentera les instances de discrimination ciblant les Haïtiens, supportera l'Association haïtienne des travailleurs de taxi et demandera la mise en place d'une enquête et d'un boycott des compagnies de taxi refusant d'employer des personnes noires,.
Le 16 juillet 1982, la Commission des droits de la personne du Québec débute sa toute première enquête publique: l’Enquête sur les allégations de discrimination raciale dans l’industrie du taxi à Montréal. Le 12 janvier 1983, les premières audiences publiques commencent au Palais de justice de Montréal. Lors de la première audience publique, Dumont Durafils et Éric Célestin, deux chauffeurs haïtiens, révèlent que la discrimination raciale venait en prépondérance des chauffeurs de taxi blancs, des propriétaires et des répartiteurs, qui conspirent ensemble pour désavantager les chauffeurs noirs, plutôt que la clientèle. Durant ces 100 audiences, qui s'étaleront sur deux ans, le public québécois apprendra notamment que deux tiers des compagnies de taxi montréalaises sont ségrégées et n'embauchent aucun chauffeur noir, que les chauffeurs noirs reçoivent lus de contraventions de la police que les chauffeurs blancs, qu'un quart des Montréalais refusent d'être dans un taxi conduit par une personne noire et que les chauffeurs de taxi sont souvent traités de « maudit importé », « maudit chien sale » et qu'on leur ordonne souvent de retourner dans leur pays,. Lors de la tenue de la Commission plusieurs organismes tels que le Bureau de la communauté chrétienne haïtienne de Montréal, la Maison d'Haïti et la branche montréalaise du Congrès des femmes noires du Canada présenteront leurs mémoires et témoignages. La question du racisme se déplace au cœur du débat public québécois,,.
Le 27 avril 1983, l'Association haïtienne des travailleurs de taxi publie l'Enquête sur la situation des travailleurs Noirs dans l'industrie du taxi à Montréal. Cette étude démontre que 90 % des membres de l'association travaillent plus de 60 heures par semaine, que 80 % des membres ont vécu du racisme, qu'ils sont victimes de racisme et de violence policière deux fois par semaine en moyenne; et qu'ils vivent au Québec, en moyenne, depuis 9,53 années.
Le 28 juin 1983, près d'une soixantaine de personnes protestent devant le Palais de justice de Montréal, dans une manifestation organisée Ligue des Noirs du Québec et l'Association haïtienne des travailleurs de taxi, afin de mettre en lumière la persistance des pratiques racistes visant les chauffeurs de taxi noirs malgré les audiences en cours,.
Le 3 octobre 1984, la Cour des sessions de la paix reconnait les pratiques défavorisant les chauffeurs noirs qu'exercent l'Association coopérative de taxi de l'Est de Montréal et deux mois plus tard, la Cour supérieure du Québec condamne l'entreprise à payer 1 500 dollars d'amendes,.
Le 14 novembre 1984, la Commission des droits de la personne du Québec publie son rapport sur l'Enquête sur les allégations de discrimination raciale dans l’industrie du taxi à Montréal, qui démontre irréfutablement en trois volumes et en 600 pages la pratique du racisme visant les personnes noires dans les compagnies de taxi suivantes : Beaubien Radio Taxi, Taxi Newmann-Lafleur, SOS-Taxi et l'Association coopérative de taxi de l'est de Montréal. Cependant ce rapport n'impose aucune mesure aux compagnies de taxi coupables de discrimination pour éliminer l'exclusion des chauffeurs noirs,,.
En 1986, le Bureau du taxi et du remorquage de Montréal est créé.

## Démographie
La majorité des Haïtiens québécois font partie de la minorité visible « Noir » (95 %).
La communauté haïtienne se concentre principalement dans les régions métropolitaines de Montréal, de Québec et Gatineau et dans les régions administratives de Montréal, de Laval et la Montérégie. À Montréal, elle est surtout présente dans les arrondissements de Montréal-Nord, de Villeray–Saint-Michel–Parc-Extension.

### Immigration
La majorité des membres de la communauté haïtiano-québécoise sont immigrants ou résidents non-permanents (environ 53,1 %). Beaucoup se sont installés au Québec lors de le seconde vague migratoire des années 1970 et après le séisme de 2010,.
| Période d'immigration | Nombre |
| --------------------- | ------ |
| Avant 1961            | 175    |
| 1961-1970             | 1 790  |
| 1971-1980             | 14 570 |
| 1981-1990             | 12 510 |
| 1991-200              | 12 985 |
| 2001-2010             | 18 005 |
| 2011-2016             | 15 040 |

Nombre d'immigrantsPériode d'immigration030006000900012 00015 00018 00021 000Avant 19611981-19902011-2016Nombre d'immigrantsNombre d'immigrants de la communauté haitie...

## Média
CPAM AM est la seule station de radio centrée sur la communauté haïtienne du pays.

## Monuments
Une place haïtienne, la Place de l’Unité a été aménagée à Montréal, en mai 2007, commémorant le passé d’Haïti. Elle est située devant la façade de la bâtisse de l’association culturelle haïtienne La perle, sur la 20e avenue dans le quartier Saint-Michel dans l'Arrondissement Villeray–Saint-Michel–Parc-Extension. Les statues des héros de la révolution haïtienne y sont installées: Toussaint Louverture, Jean-Jacques Dessalines, Alexandre Pétion, Henri Christophe, Sanité Belair et Catherine Flon.

## Personnalités notables
- Georges Anglade, géographe, homme politique et écrivain haïtien (né à Port-au-Prince le 18 juillet 1944 - 12 janvier 2010). Opposant farouche au régime de la famille Duvalier, il passe une grande partie de sa vie adulte en exil au Québec, où il participe la fondation du département de géographie de l'Université du Québec à Montréal. Il fut actif depuis sa retraite de l'enseignement, partageant son temps entre l'écriture en plus d'agir à l'occasion à titre de conseiller du président haïtien.

- Daniel Gay (1933, Port-au-Prince - 2017, Québec), exilé haïtien, diplômé de la faculté de droit de l'université d'État d'Haïti en 1957, maitre en anthropologie de l'université nationale autonome du Mexique en 1962, docteur en sociologie de l'université de Pittsburgh en 1970 et professeur au département de sociologie de l'université Laval du 1er juin 1971 jusqu’au 1er janvier 1996. Il est notamment l'auteur de Les élites québécoises et l'Amérique latine publié en 1983 et de Les Noirs du Québec publié en 2004[105],[106].

- Jean Pascal, boxeur et ancien athlète olympique vivant à Laval (Québec), né à Port-au-Prince le 28 octobre 1982.

- Will Prosper, né à Montréal-Nord d'un père haïtien, cofondateur du forum social et festival Hoodstock[107] et de Montréal-Nord Républik et porte-parole de ce dernier, ancien policier de la Gendarmerie royale du Canada, diplômé de l'École de Cinéma et Télévision de Québec, est un documentariste ayant réalisé The Lost Tapes du Hip-Hop au Québec[108], Les derniers pèlerins[109],[110], Républik Basket[111],[112] et Aller simple: Haïti[113],[114],[115].

- Marie-Thérèse Zémire (née en 1771 et décédée en décembre 1800) est une esclave bossale[note 7] de Saint-Domingue qui fut la propriété de Benoîte Gaëtan, femme de François Malépart de Beaucourt. Elle a été emmenée à Montréal en 1792, par sa maitresse Benoîte Gaétan, au début de la Révolution haïtienne[116]. Certains historiens théorisent qu'elle a été le sujet du tableau Portrait d'une femme haïtienne[117],[118].